# عقد 320 هـ
عقد 320 هـ هو الفترة بين عام 320 إلى 329 في التقويم الهجري، أي العشر سنوات الثالثة من القرن الرابع الهجري.